# Стадион Рејмонд Џејмс
Стадион Рејмонд Џејмс (енгл. Raymond James Stadium) је вишенаменски стадион у граду Тампа, Флорида, САД. Такође је познат и под надимцима „Реј Џеј“ и „Њу сомбреро“, је вишенаменски стадион који се налази у Тампи на Флориди. Дом је Тампа Беј баканирса из Националне фудбалске лиге (НФЛ), као и НЦАА фудбалског тима Јужна Флорида булс. Стадион има капацитет од 65.618 места, који се може проширити на око 75.000 за посебне догађаје уз додатак привремених седишта. Изграђен је о јавном трошку као замена за стадион Тампа и отворен 1998. године, а познат је по реплици пиратског брода који се налази иза трибина у северној зони. Рејмонд Џејмс Фајненшел, фирма за финансијске услуге са седиштем у области Тампа Беј, има право именовања за стадион.
Осим што је служио као домаћи терен за Буканирсе и Булсе, објекат је био место одржавања три Супербоула: Супербоул XXXV 2001, Супербоул XLIII 2009. и Супербоул LV 2021. године, на којем су Буканирси постали први тим у историји НФЛ-а да игра и освоји Супербоул на свом терену. У колеџ фудбалу, стадион Рејмонд Џејмс је дом годишњег Оутбек боула (од 1999. године) и Гаспарила боула (од 2018. године), био је домаћин АЦЦ првенствене утакмице 2008. и 2009. и био је место националног првенства у колеџ фудбалу 2017. Поред тога, стадион је био домаћин широког спектра нефудбалских догађаја, укључујући фудбалске утакмице, такмичења у коњичком спорту, представе камиона чудовишта и велике концерте. Стадион Рејмонд Џејмс је такође био место одржавања Реслманије 37 у априлу 2021.

## Историја

### Финансирање и изградња
Одмах по куповини баканирса 1995. године, нови власник Малколм Глејзер је изјавио да двадесетосмогодишњи стадион Тампа није довољан да оправда рекордних 192 милиона долара које је платио за НФЛ франшизу и почео је да лобира код локалне владе за замену. Неколико месеци касније, град Тампа и округ Хилсборо представили су планове за стадион вредан 168 милиона долара који је требало да буде плаћен прирезом за изнајмљивање аутомобила заједно са накнадама за ставке везане за догађаје на стадиону, као што су доплате за улазнице и накнаде за паркирање. Међутим, породица Глејзер је у року од неколико сати одбацила план јер би им то умањило приходе, а када се локални и државни званичници нису договорили о алтернативном плану који финансирају порески обвезници довољно брзо по свом укусу, запретили су да ће Буканирсе преместити на друго место и ускоро су састанак са званичницима из неколико других градова како би се истражила могућа места пресељења.
Почетком 1996. године, град Тампа и округ Хилсборо предложили су успостављање „пореза на улагања у заједницу“, тридесетогодишњег повећања пореза на промет од пола цента који би платио разна јавна побољшања заједно са новим стадионом за Буканире. Повећање пореза требало би да буде одобрено на јавном референдуму, који је био заказан за септембар. Тим је, заједно са неколико истакнутих локалних званичника, снажно промовисао предлог „Стадион пореза на улагања у заједницу“ (ЦИТС), а као део интензивне кампање за односе с јавношћу, Малколм Глејзер је више пута обећавао да ће платити половину цене новог стадиона ако навијачи остваре 50.000 депозита на десетогодишње обавезе за сезонске карте по цени од 190 до 2.500 долара по седишту. Бивши градоначелник Тампе, Бил По, покушао је да заустави референдум, јер је тврдио да је порез прекршио забрану устава државе Флориде о јавној подршци приватним компанијама. Поови приговори су одбијени, а плановима за гласање је дозвољено да се настави.
Истраживања јавног мњења су показала да је подршка предлогу ЦИТС−а и даље била ограничена како се ближи дан избора, а главни разлози су „негативна реакција” на тактику Глејзерових и неспремност да се повећају порези да би се „помогли” власницима који су „преплатили” за НФЛ тим. Као одговор, заговорници стадиона покренули су „медијски напад“ телевизијских и радијских реклама наглашавајући потенцијални утицај пореза на локалне школе и путеве у покушају да убеде становнике који не желе да плате фудбалски стадион да „држе нос“ и гласају да ипак. Трећег септембра 1996. „гласачка мера” је прошла са разликом од 53% до 47%. Након гласања, акција депозита за сезонску карту је пала за 17.000 мање од циља од 50.000 у року који је тим одредио, понуда Буканирса да плате половину трошкова изградње стадиона је повучена, а објекат је пројектован и изграђен у потпуности о јавном трошку.
Пре него што је почела изградња стадиона, Буканирси и Тампа спортс ауторити су потписали уговор о закупу према којем је локална управа плаћала огромну већину оперативних трошкова и трошкова одржавања, док је франшиза задржала скоро сав приход од свих догађаја који су се тамо одржавали. Бивши градоначелник Тампе Бил По се вратио на суд да оспори законитост закупа, поново наводећи уставну забрану државе да се користи порески долар за обогаћивање приватног бизниса у тврдњи да „слатки договор“ треба да буде поништен. Локални суд је пресудио у Поову корист, али након жалбе, Врховни суд Флориде је пресудио да је закуп уставан јер је стадион пружао „јавну корист“, а изградња је настављена по плану.
Године 1998. договорен је 13-годишњи уговор са „Рејмонд Џејмсом Фајнаншалем” на право именовања стадиона. Договор је продужен 2006. и 2016. године.

### Фудбал
Стадион је био дом бившег фудбалског клуба Тампа Беј мјутани у Мајор леагуе сокеру и наставља да повремено угошћује друге фудбалске утакмице због својих димензија терена.
Дана 8. јуна 2012. био је домаћин првенствене квалификационе утакмице мушке фудбалске репрезентације Сједињених Држава против Антигве и Барбуде за Светско првенство у фудбалу 2014. коју су Сједињене Америчке Државе победиле са 3 : 1,. 11. октобра 2018. мушка фудбалска репрезентација Колумбије играла је против мушке фудбалске репрезентације Сједињених Држава и победила резултатом 4 : 2 и поставила тренутни рекорд посећености од 38.361 за фудбалску утакмицу на овом стадиону.
Стадион је био домаћин утакмице Конкакафове лиге шампиона 2021. између Торонта и Круз Азула.

#### Интернационалне фудбалске утакмице (мушки)
| Датум               | Репрезентација #1 | Рез.  | Репрезентација #2 | Такмичење              | Гледалаца |
| ------------------- | ----------------- | ----- | ----------------- | ---------------------- | --------- |
| 25. март 2007.      | Сједињене Државе  | 3 : 1 | Еквадор           | Пријатељска            | 31.547    |
| 24. фебруар 2010.   | Сједињене Државе  | 2 : 1 | Салвадор          | Пријатељска            | 21.737    |
| 11. јун 2011        | Канада            | 1 : 0 | Гваделуп          | Златни куп Група Ц     | 27.731    |
| 11. јун 2011        | Панама            | 2 : 1 | Сједињене Државе  | Златни куп Група Ц     | 27.731    |
| 8. јун 2012.        | Сједињене Државе  | 3 : 1 | Антигва и Барбуда | СП 2014. квалификације | 23.971    |
| 2. јун 2014.        | Јапан             | 3 : 1 | Костарика         | Пријатељска            | 7.106     |
| 6. јун 2014.        | Јапан             | 4 : 3 | Замбија           | Пријатељска            | 7.275     |
| 12. јул 2017.       | Панама            | 2 : 1 | Никарагва         | Златни куп Група Б     | 23.368    |
| 12. јул 2017.       | Сједињене Државе  | 3 : 2 | Мартиник          | Златни куп Група Б     | 23.368    |
| 11. октобар 2018.   | Колумбија         | 4 : 2 | Сједињене Државе  | Пријатељска            | 38.631    |
| 10. септембар 2019. | Колумбија         | 0 : 0 | Венецуела         | Пријатељска            | 16.590    |

#### Интернационалне фудбалске утакмице (жене)
| Датум         | Репрезентација #1 | Рез.  | Репрезентација #2 | Такмичење          | Гледалаца |
| ------------- | ----------------- | ----- | ----------------- | ------------------ | --------- |
| 3. март 2016. | Сједињене Државе  | 1 : 0 | Енглеска          | Ши билив куп 2016. | 13.027    |
| 5. март 201.  | Сједињене Државе  | 1 : 0 | Бразил            | Ши билив куп 2019. | 14.009    |